# Santa Rita do Araguaia
Santa Rita do Araguaia est une municipalité de l'État du Goiás au Brésil.
Sa population était estimée à 7 599 habitants en 2013, elle s'étend sur 1 361,764 km2.

## Maires
| Période | Période | Identité         | Étiquette | Qualité |
| ------- | ------- | ---------------- | --------- | ------- |
| 2009    | 2012    | Carlos Salgueiro | PP        |         |

1. ↑  IBGE